# 絶倫海女 しまり貝
『絶倫海女 しまり貝』（ぜつりんあま しまりがい、Zetsurin ama Shimari-gai）は、1985年7月20日公開の日本映画。日活ロマンポルノの一作。藤浦敦監督作品。主演は清里めぐみ。

## 概要
日活製作・配給。カラー / 70分。
海べの町で起こったひと夏の騒動を官能的かつ人情話風に描いたエロス作品。キャッチコピーは「モッコシモコモコだーい好き! 女子大生海女のぷにぷにバカンス!」であった。
監督は『セックスドック 淫らな治療』（1980年）や『色情海女 ふんどし祭り（1981年）、『くいこみ海女 乱れ貝』（1982年）などを監督し、「ロマンポルノの戯作者」といわれた藤浦敦。脚本は池田正一。撮影担当は『東京カリギュラ夫人』、『ホステス情報 潮ふき3姉妹』（1975年）、『修道女 濡れ縄ざんげ』（1979年）、『くいこみ海女 乱れ貝』、『色情海女ふんどし祭り』、『スワップ診察室 蜜しぶき』（1986年）など90におよぶ作品を手がけた水野尾信正であった。
本作品は、デジタル・ニューマスター仕様でDVD化がなされている。

## スタッフ
- 監督 -  藤浦敦
- 脚本 -  池田正一
- 企画 -  植木実
- 撮影 -  水野尾信正
- 美術 -  中澤克巳
- 音楽 -  ジミー時田
- 照明 -  内田勝成
- 編集 -  鍋島惇
- 助監督 -  北村武司

## あらすじ
盛夏の日ざしが燦然ときらめく、ある漁師町でのできごと。
網元のひとり娘で東京に暮らす女子大生の由美は、夏休みを利用して久しぶりに帰郷し、友だちの海女である芙佐や愛子、奈津など一緒に漁に出て過ごしていた。同じころ、町では修司という謎の青年が民宿に寝泊まりするようになり、由美はふとしたことから修司と知り合う。そして、海女たちの仕事場に近い岩場から花束を投げては黙祷する修司の姿がしばしば目撃された。
そのころ、町では東西観光開発という企業がリゾート開発のため進出しようとしていた。東西社から依頼を受けた松永不動産は、地元の青年順平を雇用し、海岸一帯を一大歓楽地とすべく、漁業権や海岸一帯の土地買収に乗り出していた。不動産会社の社長松永は厖大な負債を抱える網元の剛三に資金を融通し、次の町長選挙出馬を後援する代わりに全権委任状をわたすよう持ちかけた。返事を渋っていた剛三だが、町内の旅館に長逗留している香織との再婚話や娘由美の留学の話などが持ち上がり、最終的には松永をあてにしてしまう。秘められた松永の陰謀はこうして着々と実行されていった…。

## キャスト
- 清里めぐみ　…由美
- 伊藤久美子…芙佐
- 長野真大 …修司
- よしのまこと…奈津
- 野上正義…松永
- 橘家二三蔵…文三
- 大谷一夫…順平
- 章文栄…ナミ
- 荻原賢三…剛三
- 藤ひろ子…よしの
- 志水季里子（しみず霧子）…愛子
- 小川亜佐美…香織
- 7代目立川談志（特別出演）

## DVD
- 『絶倫海女 しまり貝』ジェネオン エンタテインメント、2007年7月。形式:Color,Dolby,Widescreen。R-18指定。「オリジナル劇場予告篇」付。asin B000PWQQEC